# Sigitas Tamkevičius
Sigitas Tamkevičius (Gudonys, 7 novembre 1938) è un cardinale e arcivescovo cattolico lituano.

## Biografia
È nato il 7 novembre 1938 a Gudonys, in provincia di Lazdijai e diocesi di Vilkaviškis, nella Lituania meridionale.
Dopo essersi diplomato alla scuola secondaria di Seirijai nel 1955, entrò nel seminario sacerdotale di Kaunas. Continuò gli studi di teologia e, dopo alcuni anni di servizio militare nell'esercito sovietico, si laureò in seminario nel 1962. È stato ordinato presbitero dal vescovo Petras Maželis, vescovo titolare di Celenderi ed amministratore apostolico di Telšiai, il 18 aprile 1962. Negli anni seguenti è stato vicario nelle parrocchie di Alytus, Lazdijai, Kudirkos Naumiestis, Prienai e Simnas. Nel 1968 è entrato nella Compagnia di Gesù, che al tempo era illegale secondo la legge sovietica.
Tamkevičius è stato tra gli iniziatori delle petizioni per protestare contro le restrizioni discriminatorie del regime sovietico nei confronti del seminario sacerdotale di Kaunas. Per questo motivo le autorità sovietiche hanno proibito a Tamkevičius di esercitare il suo ministero sacerdotale e lo hanno costretto a lavorare in fabbrica e in un'area di bonifica per un anno.
Mentre era vicario nella parrocchia di Simnas, ha iniziato la pubblicazione clandestina della Cronaca della Chiesa cattolica della Lituania nel 1972. La Cronaca ha registrato e reso pubblici in Occidente i fatti di discriminazione religiosa nella Lituania sovietica. Le pubblicazioni clandestine sono state perseguitate dal KGB.
Tamkevičius è stato parroco della parrocchia di Kybartai dal 1975 al 1983. Allo stesso tempo è stato direttore della Cronaca per 11 anni fino al suo arresto nel 1983. Tamkevičius insieme ad altri quattro sacerdoti lituani ha fondato il Comitato cattolico per la difesa dei diritti dei credenti nel 1978. Tamkevičius è stato arrestato e processato, accusato di presunta propaganda e agitazione antisovietica nel 1983. È stato condannato a dieci anni di prigione e di esilio. Ha trascorso la sua pena detentiva nei campi di lavoro di Perm' e in Mordovia. È stato esiliato in Siberia nel 1988. In seguito alla liberalizzazione della politica sovietica causata dalla perestrojka, Sigitas Tamkevičius è stato liberato.
La Conferenza Episcopale della Lituania ha nominato Tamkevičius alla carica di direttore spirituale nel Seminario sacerdotale di Kaunas nel 1989. È stato nominato rettore del Seminario nel 1990.
L'8 maggio 1991, papa Giovanni Paolo II lo ha nominato vescovo ausiliare di Kaunas, assegnandoli la sede titolare di Turuda. Ha ricevuto la consacrazione episcopale il 19 maggio successivo, nella Cattedrale dei Santi Pietro e Paolo a Kaunas, per imposizione delle mani del cardinale Vincentas Sladkevičius, M.I.C., arcivescovo metropolita di Kaunas, assistito dai co-consacrati monsignori Vladas Michelevicius, Antanas Vaičius, Romualdas Krikšciunas e Juozas Preikšas. Come suo motto episcopale, il neo vescovo Tamkevičius ha scelto Dominus illuminatio mea, cioè "Il Signore è mia luce", tratto dal Salmo 27 (26).
Il 4 maggio 1996, papa Wojtyła lo ha nominato arcivescovo metropolita di Kaunas, succedendo al dimissionario cardinale Sladkevičius, settantacinquenne. All'interno della Conferenza Episcopale della Lituania, è stato sia presidente (1999-2002, 2005-2008 e 2008-2014) che vicepresidente (2002-2005).
L'11 luglio 2015 papa Francesco ha accettato la sua rinuncia al governo pastorale dell'arcidiocesi, presentata per raggiunti limiti d’età.
Il 1º settembre 2019 papa Francesco ne ha annunciato la creazione a cardinale nel concistoro del 5 ottobre successivo. Ha ricevuto il titolo di Sant'Angela Merici, del quale ha preso possesso il 26 gennaio 2020.

## Genealogia episcopale e successione apostolica
La genealogia episcopale è:
- Cardinale Scipione Rebiba
- Cardinale Giulio Antonio Santori
- Cardinale Girolamo Bernerio, O.P.
- Arcivescovo Galeazzo Sanvitale
- Cardinale Ludovico Ludovisi
- Cardinale Luigi Caetani
- Cardinale Ulderico Carpegna
- Cardinale Paluzzo Paluzzi Altieri degli Albertoni
- Papa Benedetto XIII
- Papa Benedetto XIV
- Papa Clemente XIII
- Cardinale Marcantonio Colonna
- Cardinale Giacinto Sigismondo Gerdil, B.
- Cardinale Giulio Maria della Somaglia
- Cardinale Carlo Odescalchi, S.I.
- Cardinale Costantino Patrizi Naro
- Cardinale Lucido Maria Parocchi
- Papa Pio X
- Papa Benedetto XV
- Papa Pio XII
- Vescovo Michel-Joseph Bourguignon d'Herbigny, S.I.
- Vescovo Antoni Malecki
- Vescovo Teofilius Matulionis
- Cardinale Vincentas Sladkevičius, M.I.C..
- Cardinale Sigitas Tamkevičius, S.I.

La successione apostolica è:
- Vescovo Eugenijus Bartulis (1997)
- Vescovo Rimantas Norvila (1997)
- Vescovo Jonas Ivanauskas (2003)
- Arcivescovo Kęstutis Kėvalas (2012)